# (6619) Kolya
(6619) Kolya (1973 SS4) – planetoida z pasa głównego asteroid okrążająca Słońce w ciągu 5,65 lat w średniej odległości 3,17 j.a. Odkryta 27 września 1973 roku.